# Ludovic Chancel
Pour les articles homonymes, voir Chancel.
Ne doit pas être confondu avec Ludovic Chancel (1975-2017), fils de Sheila et Ringo.
Ludovic Chancel, né le 1er janvier 1901 à Marseille et mort le 22 novembre 1971 dans le 16e arrondissement de Paris, est un diplomate français, chef du protocole de la République française de 1958 à 1961.

## Biographie
Élève du lycée Carnot et licencié en droit de la faculté de droit de Paris, il est admis au concours d’attaché de Chancellerie et commence sa carrière diplomatique à Londres (1928-1929), puis est nommé attaché commercial adjoint à Rio de Janeiro (1929-1936), consul suppléant à Shanghai (1936-1938), consul adjoint à Tallinn (1939-1940), puis consul à Bucarest (1940-juin 1941). 
En juin 1941, il est mis à pied par le régime de Vichy et rejoint la France libre en se mettant à la disposition du commandement français de l'Est africain. Il est ainsi nommé délégué du Comité français de libération nationale (CFLN) à Djibouti, où il favorise le ralliement du territoire aux Alliés à la fin décembre 1942, et reçoit les pouvoirs civils du général Dupont, commandant de l'artillerie de la Côte française des Somalis et gouverneur colonial de Djibouti, qui – mis devant le fait accompli – les lui remet le 28 décembre, permettant l'entrée des Forces françaises libres sur le territoire djiboutien le lendemain. Il est ensuite choisi par le général de Gaulle pour être son représentant en Éthiopie jusqu'en 1944. 
À la suite du débarquement de Normandie, il devient conseiller du gouvernement chérifien, du 8 juin 1944 au 8 octobre 1946, et est ensuite envoyé à New York comme consul général de France, après avoir été décoré de la croix de chevalier de la Légion d'honneur le 27 juillet 1946. Il dirige la mission consulaire française à New York jusqu'en 1950. 
Il est ambassadeur de France en Haïti de 1950 à 1952, puis en Irak de 1953 à 1954.
Il est nommé délégué à la résidence générale au Maroc de 1954 à 1956, puis ambassadeur de France en Afrique du Sud de 1956 à 1958.
Il est le chef du protocole de la République française de 1958 à 1961,.
Il est ambassadeur de France en Tchécoslovaquie de 1961 à 1964.
À partir de 1964, il devient conseiller diplomatique du Gouvernement de la République française.
Il est admis à la retraite en 1967.

## Famille
Ludovic Chancel est le fils de Jules Chancel (1867-1944) et de son épouse Madeleine Aragon. 
Il se marie le 7 juin 1947, à New York, avec Jeanine Dormion, veuve du capitaine Michel Corre.

## Décorations

### françaises
- Médaille de la Résistance française avec rosette
- Commandeur de la Légion d'honneur (décret du 24 juillet 1959)
- Commandeur de l'ordre des Arts et des Lettres

### étrangères
- Grand-croix de l'ordre du Ouissam alaouite[8] (1954)

## Sources externes
- Jean-Paul Alexis, « Au protocole du général de Gaulle », 2011
- Éric Chiaradia, « L'entourage du général de Gaulle : juin 1958 - avril 1969 », 2011